# Aeroportul Swan River
Aeroportul Swan River (IATA: ZJN, ICAO: CZJN) este un aeroport din Manitoba, Canada. Aeroportul a fost tranzitat în 2010 de 0 pasageri.
Situat la o altitudine de 335 m, aeroportul dispune de o singură pistă.